# Paul Strand
Paul Strand, pseudonimo di Nathaniel Paul Stransky (New York, 16 ottobre 1890 – Orgeval, 31 marzo 1976), è stato un fotografo, regista, sceneggiatore e direttore della fotografia statunitense, che, insieme ad altri grandi fotografi modernisti come Alfred Stieglitz ed Edward Weston, contribuì, all'inizio del XX secolo, a conferire alla fotografia la dignità artistica che a tutt'oggi conserva.
La sua critica nei confronti del pittoricismo storico verteva sul fatto che si rifacesse ad un modello artistico quale le pittura, mentre lui ed in generale la straight photography nord americana ponevano alla base della qualità formale delle loro fotografie proprio il fattore tecnico meccanico che per anni era stato proprio quello che l'aveva distanziata dal mondo dell'arte, che invece vedeva la pittura come arte tout court.
Alla luce della rivoluzione del ready made ad opera di Marcel Duchamp la fotografia può quindi ispirarsi al reale senza risultare per questo non artistica.
Il suo variegato corpo di lavoro, che copre una sessantina d'anni, tocca i più disparati generi e soggetti attraverso America, Europa e Africa.

## Biografia
Paul Strand iniziò la sua carriera come fotografo all'età di 18 anni mentre frequentava la "Ethical cultural high school". Il suo avvicinamento alla fotografia è stato influenzato dalla amicizia con Alfred Stieglitz e altri fotografi che avevano esposto le proprie opere nella "Galleria 291".
Nel 1921 iniziò anche a dedicarsi al cinema. "Manhatta" del 1921, "The Plow that broke the plans" del 1935 e "Heart of Spain" del 1940 sono solo alcuni dei suoi classici. Nel 1922 egli sposò Rebecca Salsbury, anche se la coppia si sarebbe lasciata nove anni dopo.
Nel 1945,  il Museo di Arte Moderna di New York gli dedica la sua prima esposizione individuale come fotografo. Due anni dopo collabora con Nancy Newhall per la pubblicazione del "Time in New England", il suo primo libro come fotografo.
Altri libri importanti furono: "La France de profil", "Living Egypt", "Ghana: An African Portrait"  e  "Un paese", quest'ultimo con il contributo dello scrittore Cesare Zavattini.
Pubblicata nel 1955, l'opera "Un Paese" è una raccolta di 88 foto in bianco e nero accompagnate dai testi dell'autore emiliano.  Il libro rappresenta un omaggio a Luzzara, il paese natale di Zavattini. Si tratta del primo libro della storia della fotografia italiana.
Nel 1967 Strand vince il premio "David Octavius Hill" e nel 1971 le sue opere più importanti vengono esposte nei migliori musei di America. Inoltre fa un tour per Europa.
Paul Strand muore ad Orgeval, in Francia, il 31 marzo del 1976 all'età di 85 anni a causa di tumori ossei.

## Filmografia

### Direttore della fotografia
- Manhatta, regia di Charles Sheeler e Paul Strand - cortometraggio, documentario (1921)
- The Live Wire, regia di Charles Hines (1925)
- The Plow That Broke the Plains, regia di Pare Lorentz - cortometraggio, documentario (1936)
- I ribelli di Alvarado (Redes), regia di Emilio Gómez Muriel, Fred Zinnemann (1936)
- Terra natale, regia di Leo Hurwitz e Paul Strand - documentario (1942)
- It's Up to You, regia di Henwar Rodakiewicz - documentario (1942)

### Regista
- Manhatta, co-regia di Charles Sheeler - cortometraggio, documentario (1921)
- Terra natale, co-regia di Leo Hurwitz - documentario (1942)

### Sceneggiatore
- I ribelli di Alvarado (Redes), regia di Emilio Gómez Muriel, Fred Zinnemann (1936)
- Terra natale, regia di Leo Hurwitz e Paul Strand - documentario (1942)